# Bão Thelma (1991)
Bão Thelma, được biết đến ở Philippines với tên gọi Bão Uring, là một trong những xoáy thuận nhiệt đới chết chóc nhất trong lịch sử Philippines, với con số ít nhất 5.081 người thiệt mạng tại quốc gia này. Thelma phát triển từ một vùng nhiễu động nhiệt đới vào ngày 1 tháng 11 tại địa điểm cách Palau vài trăm km về phía Bắc - Đông Bắc. Áp thấp nhiệt đới sau đó di chuyển chủ yếu về phía Tây, trước khi chuyển hướng Đông Nam bởi tác động từ một front lạnh. Vào ngày 4 tháng 11, áp thấp nhiệt đới mạnh lên thành bão nhiệt đới Thelma khi nó đang tiến gần đến Philippines. Vài tiếng trước khi đổ bộ lên Visayas, Thelma đạt đỉnh với sức gió duy trì 10 phút tối đa ước tính 75 km/giờ (45 dặm/giờ) cùng áp suất khí quyển tối thiểu 992 mbar (hPa; 29,29 inHg). Mặc dù di chuyển trên đất liền, Thelma suy yếu đi rất ít và tiến vào Biển Đông trong ngày mùng 6. Sau đó cơn bão đã không chống lại được độ đứt gió bất lợi và giảm cấp xuống áp thấp nhiệt đới. Vào ngày 8 tháng 11, áp thấp nhiệt đới đổ bộ lên miền Nam Việt Nam và tan vài giờ sau.
Trong khi di chuyển qua Philippines, sự tương tác của Thelma với địa hình cao của một vài hòn đảo đã dẫn đến mưa với lượng cực lớn. Hầu khắp Visayas đều có mưa với lượng 150 mm (6 in); đặc biệt tại đảo Leyte xuất hiện mưa lớn cục bộ với tổng lượng lên tới 580,5 mm (22,85 in). Với lượng mưa quá lớn liên tục đổ xuống trong vòng ba tiếng, một trận lũ quét chưa từng có đã xảy ra trên hòn đảo. Bởi đa phần đất ở đây là kém canh tác hoặc đất rừng bị tàn phá, nước mưa không thể bị hấp thụ, hậu quả tạo ra một dòng nước lớn. Lượng nước nhanh chóng làm quá tải vùng lưu vực Anilao–Malbasag và đổ dồn về phía hạ lưu. Thành phố Ormoc với vị trí nằm tại địa điểm mà hai con sông Anilao và Malbasag hội tụ, trở thành trung tâm hứng chịu thảm họa. Chỉ trong vòng ba tiếng, thành phố này đã bị tàn phá với hàng ngàn ngôi nhà bị hư hại hoặc phá hủy cùng tổng cộng 4.922 người thiệt mạng, 2.300 người trong số đó là dọc theo vùng ven sông.
Ngoài thành phố Ormoc, có 159 người khác thiệt mạng tại Leyte và tỉnh Negros Occidental. Tính trên toàn Philippines, đã có ít nhất 5.081 người thiệt mạng và khoảng từ 1.941-3.084 người mất tích và được coi như đã chết, khiến Thelma trở thành xoáy thuận nhiệt đới chết chóc nhất trong lịch sử Philippines tại thời điểm đó, phá vỡ kỷ lục của một cơn bão năm 1867 với con số 1.800 người. Sau này, cơn bão Haiyan năm 2013 đã vượt qua Thelma khi khiến hơn 6.000 người ở quốc gia này thiệt mạng. Tổng cộng có 4.446 ngôi nhà bị phá hủy và 22.229 ngôi nhà khác bị hư hại, cùng tổn thất đạt 27,67 triệu USD. Ban đầu phải mất đến 24 giờ để tin tức về thảm họa đến được với các quan chức chính phủ, do mạng lưới thông tin liên lạc quanh thành phố Ormoc bị tê liệt. Trong vòng vài ngày, các trung tâm cứu trợ khẩn cấp được thiết lập và những sự viện trợ từ các cơ quan khác nhau trực thuộc Liên hiệp quốc cùng một vài quốc gia khác được chuyển tới quốc gia này. Tổng giá trị các khoản tiền viện trợ và các loại hàng hóa vật liệu đến từ cộng đồng quốc tế là 5,8 triệu USD.

## Lịch sử khí tượng
Vào cuối tháng 10 năm 1991, một vùng nhiễu động nhiệt đới xuất hiện trên khu vực gần quần đảo Caroline. Di chuyển chủ yếu về phía Tây, vùng nhiễu động dần phát triển. Trong ngày 31 tháng 10, số lượng mây đối lưu liên kết với hệ thống tăng lên nhanh chóng, thúc đẩy Trung tâm Cảnh báo Bão Liên hợp (JTWC) ban hành một Cảnh báo về sự hình thành của xoáy thuận nhiệt đới. Cơ quan Khí tượng Nhật Bản (JMA) đã phân loại hệ thống là một áp thấp nhiệt đới trong sáng sớm ngày 1 tháng 11, khi đó vị trí của nó cách Palau khoảng 415 km (260 dặm) về phía Bắc - Đông Bắc. Sau đó trong cùng ngày, với sức gió bề mặt ước tính 45 km/giờ (30 dặm/giờ) nguồn gốc dựa từ vệ tinh, JTWC nâng cấp vùng thấp lên thành áp thấp nhiệt đới. Ban đầu, các mô hình dự báo nhận định áp thấp nhiệt đới sẽ di chuyển theo quỹ đạo vòng cung hướng ra phía biển, tuy nhiên, nó đã chuyển hướng Tây trong ngày 2 tháng 11 và đe dọa đến Philippines. Do nằm gần đất nước này, Cục quản lý Thiên văn, Địa vật lý và Khí quyển Philippines (PAGASA) cũng theo dõi hệ thống và họ đặt cho nó một cái tên địa phương là Uring. Vào cuối ngày 3 tháng 11, áp thấp nhiệt đới chuyển hướng Tây - Tây Nam hướng về Visayas bởi tác động từ một front lạnh đang tiến đến, một điều thường thấy đối với những cơn bão cuối mùa trên vùng Tây Bắc Thái Bình Dương. Sang ngày hôm sau, cả JMA lẫn JTWC đều nâng cấp áp thấp nhiệt đới lên thành bão nhiệt đới, và JMA đã chỉ định cho nó tên quốc tế là Thelma.
Trong ngày 4 tháng 11, cả hai cơ quan đều báo cáo Thelma đạt đỉnh tại thời điểm vài tiếng trước khi đổ bộ lên Visayas. JTWC ước tính sức gió duy trì liên tục trong một phút tối đa 85 km/giờ (50 dặm/giờ), trong khi JMA ước tính vận tốc gió duy trì 10 phút cao nhất đạt 75 km/giờ (45 dặm/giờ) cùng áp suất khí quyển tối thiểu 992 mbar (hPa; 29,29 inHg). Không lâu sau Thelma đổ bộ lên Samar và suy yếu đi một chút, tuy nhiên nó vẫn duy trì cấp độ bão nhiệt đới khi di chuyển qua đảo Palawan trong ngày mùng 6 trước khi tiến vào Biển Đông. Mặc dù quay trở lại biển, nhưng độ đứt gió mạnh không những đã ngăn không cho Thelma tăng cường trở lại mà còn làm cho nó suy yếu xuống áp thấp nhiệt đới trong ngày mùng 7. Tiếp theo áp thấp nhiệt đới di chuyển về phía Tây và đổ bộ lần cuối lên vùng đồng bằng sông Cửu Long thuộc miền Nam Việt Nam trong ngày 8 tháng 11. Hệ thống tan vài tiếng sau khi đi vào trong đất liền.

## Tác động

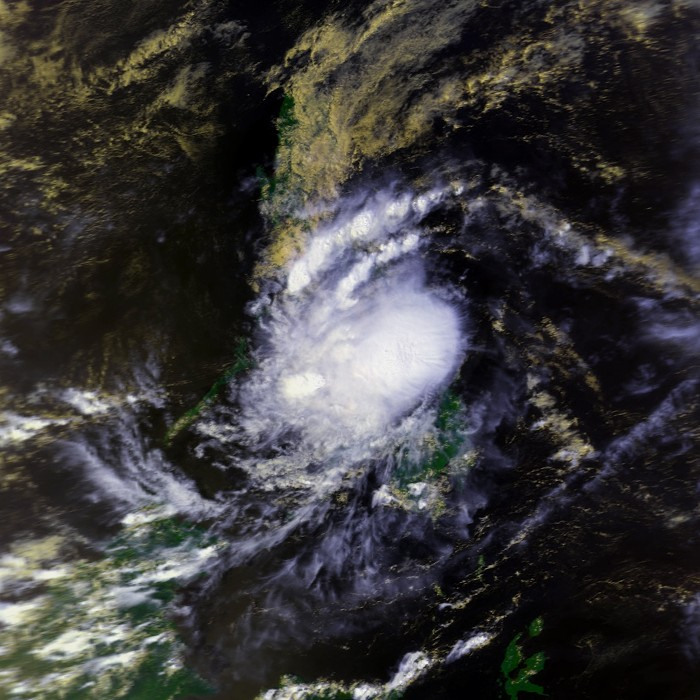
Bão nhiệt đới Thelma trên Visayas trong ngày 5 tháng 11

Bão Thelma tấn công Philippines chỉ năm tháng sau vụ phun trào Ultra-Plinian của núi Pinatubo. Sự kiện này đã làm khoảng 800 người thiệt mạng và gần 1 triệu người mất nhà cửa. Báo cáo cho thấy chính phủ Philippines đã phải rất khó khăn để đối phó với quy mô của thảm họa và sự xuất hiện của Thelma càng làm tình hình thêm tồi tệ.
Thelma đổ bộ Philippines với cấp độ bão nhiệt đới yếu, vận tốc gió giật tại Tacloban đạt 95 km/giờ (60 dặm/giờ); và thiệt hại do gió không được biết đến. Sự tàn phá chủ yếu đến từ lượng mưa khổng lồ mà cơn bão mang lại. Trên toàn Visayas đều có mưa với lượng hơn 150 mm (6 in) dẫn đến lũ trên diện rộng. Tại Tacloban xảy ra mưa với lượng 140,2 mm (5,52 in) trong hơn 24 giờ liên tục. Mưa lớn nhất diễn ra tại đảo Leyte, do hiện tượng orographic lift  mang một lượng ẩm lớn vào bầu khí quyển phía trên một vùng có diện tích tương đối nhỏ. Thêm vào đó, gió mùa Tây Nam hội tụ phía trên hòn đảo cũng làm tăng thêm lượng hơi nước ngưng tụ. Gần thành phố Ormoc, vũ kế của Tập đoàn Dầu khí Quốc gia Philippines đo được lượng mưa cao nhất do cơn bão gây ra là 580,5 mm (22,85 in). Theo đó, mưa với lượng xấp xỉ 500 mm (20 in) diễn ra trong suốt 3 tiếng buổi trưa ngày 5 tháng 11. Ban đầu, người dân nghĩ rằng các waterspout (vòi rồng trên mặt nước) đã vận chuyển một lượng nước lớn lên hòn đảo, tạo ra lũ lụt. Tuy nhiên quan niệm này đã nhanh chóng bị bác bỏ như là điều không thể xảy ra.
Khu vực chịu tổn thất nặng nề nhất là Leyte, với hơn 4.000 người thiệt mạng. Tổng cộng có 4.446 ngôi nhà bị phá hủy và 22.229 ngôi nhà khác bị hư hại. Tổn thất về nhân mạng và vật chất lớn nhất xảy ra tại Ormoc, nơi hứng chịu sự tàn phá của lũ quét. Ngoài thành phố này, có ít nhất 81 người thiệt mạng và 14 người khác mất tích; tại Burauen có 42 người chết. Toàn bộ đảo Leyte rơi vào tình trạng mất điện và nhiều địa điểm đã bị cô lập do các con đường bị nước lũ cuốn trôi. Ngoài ra còn có 78 người chết và 70 người khác mất tích tại tỉnh Negros Occidental. Tổng cộng có 598.454 người chịu ảnh hưởng và ước tính 43.000 người mất nhà cửa trên toàn Philippines bởi cơn bão.

### Thảm kịch tại Ormoc

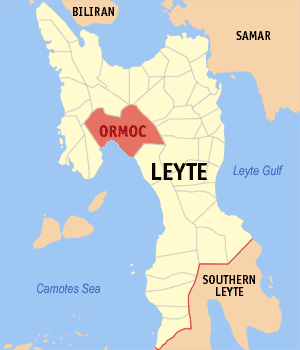
Vị trí của Ormoc trên đảo Leyte

Thảm kịch tồi tệ nhất trong cơn bão diễn ra tại thành phố Ormoc sau khi mưa quá lớn làm quá tải vùng lưu vực Anilao–Malbasag dẫn đến nước lũ đổ xô xuống từ những bên sườn núi không có rừng che phủ do bị chặt phá. Lượng nước này chảy vào hai con sông Anilao và Malbasag nằm về phía Bắc Ormoc. Vùng lưu vực đầu nguồn bao phủ một diện tích 4.567 hecta, trong đó diện tích rừng chỉ chiếm 3,3%; phần còn lại được sử dụng cho mục đích nông nghiệp và tư nhân. Theo một nghiên cứu vào năm 1990, khoảng 90% diện tích đất lưu vực đã được chuyển đổi sang để trồng dừa và mía. Phần lớn diện tích đất này bị khai thác một cách không hợp lý và không đúng cách kể từ thập niên 1970, là nguyên nhân góp phần khiến tình hình tồi tệ hơn. Thêm vào đó, cấu trúc tự nhiên của những ngọn núi cũng góp phần làm gia tăng lũ lụt, với một vài khu vực sườn dốc đứng chiếm tới 60%. Khi mưa lớn xảy ra, đặc điểm này dẫn tới hơn hai phần ba dãy núi trở nên bất ổn, nguy cơ xảy ra lũ cao. Trước thời điểm những trận mưa lớn nhất diễn ra khoảng hai tiếng, đất ở lưu vực đã trở nên bão hòa, làm giảm đáng kể khả năng hấp thụ nước từ những trận mưa kế tiếp. Hậu quả là lũ lụt xảy ra ngay sau cơn mưa lớn với lượng 167 mm (6,6 in) một giờ. Hàng loạt các trận lở đất có quy mô bề rộng dao động từ 50 đến 100 m (160 đến 330 ft) xuất hiện khắp mọi nơi trong vùng. Nhìn chung lượng mưa là nhiều gấp đôi so với khả năng xử lý của đất và rất nhiều trận lở đất nhỏ đã làm tăng gấp đôi dung tích chất lỏng. Tại những địa điểm khác nhau dọc theo các con sông, xuất hiện những con đập tạm thời được tạo ra từ mảnh vụn, cụ thể là cây bị cuốn trôi, điều này cho phép nước tích tụ lại. Trong một số trường hợp độ sâu của nước đạt tới 10 m (33 ft) trước khi những con đập này sụp đổ. Thông thường, mất khoảng lần lượt 3,6 và 5,6 ngày với hai con sông tương ứng là Anilao và Malbasag để nước có thể chảy tới thành phố Ormoc; tuy nhiên con số này chỉ là một giờ trong lũ.
Thành phố Ormoc nằm tại địa điểm có nguy cơ lũ cao với hai con sông Anilao và Malbasag hội tụ ngay phía Bắc và một điểm ngoặt 90 độ ra phía vịnh của sông Anilao. Bên cạnh yếu tố nguy cơ tự nhiên, các công trình thiết kế nghèo nàn trên sông cũng làm tình hình thêm tồi tệ. Phần lớn các công trình dọc theo sông không chú ý đến mối đe dọa từ lũ lụt, điều này trên thực tế làm tăng mối đe dọa từ hiện tượng này. Các bức tường bê tông và đê được xây dưới sông thay vì hai bên bờ, dẫn đến những mảnh vụn dễ bị chặn làm tắc nghẽn dòng chảy. Ngay sau điểm ngoặt 90 độ là cây cầu Cogon. Cấu trúc này làm hẹp bề rộng sông tới khoảng 50%, góp phần cản trở dòng chảy tạm thời và gây gia tăng lượng nước tích tụ. Điểm ngoặt của sông Anilao đã tạo ra một "hiệu ứng nước đọng tức thời", dẫn tới một lượng nước khổng lồ tràn bờ. Vào khoảng 11:00 trưa giờ địa phương ngày 5 tháng 11, khoảng 22.835 km³ nước đã làm ngập 25 km² (15,5 dặm²) diện tích thành phố. Chỉ trong vòng 15 phút, nước dâng lên cao 2,1 m (7 ft) và dâng thêm đến 3,7 m (12 ft) trong vòng một giờ. Trận lũ kéo dài khoảng ba tiếng, để lại lớp bùn dày 0,6 m (2,0 ft).
Lời kể từ một người Isle Verde sống sót
Thành phố Ormoc đã không hề hoặc ít được cảnh báo về lũ, và tất cả những nạn nhân nằm trên đường đi của nó đều bị cuốn trôi một cách bất ngờ. Rất nhiều hộ gia đình có thu nhập thấp sinh sống dọc theo hai bên bờ sông, dù đây là khu vực nguy cơ cao. Ngoài ra, những người định cư bất hợp pháp được cho phép sinh sống trong một khu vực dọc theo hai bên bờ sông Anilao được gọi là Isle Verde. Khoảng 2.500 người sống ở đó đã khai hoang khu đất trước khi lũ đến. Phần lớn nạn nhận thiệt mạng là ở dọc theo hai bên bờ sông, đa phần là chết đuối hoặc bị chôn vùi trong bùn và các mảnh vụn. Một người sống sót đã mô tả sự kiện ban đầu như là một con sóng khổng lồ tràn lên bờ và làm ngập thành phố. Cộng đồng người Isle Verde hầu như bị xóa sổ, chỉ còn 200 người sống sót so với số lượng ban đầu 2.500. Với những người còn sống, sự kiện được biết đến như là "Cái chết của Isle". Những người dân đã thông báo về hàng trăm thi thể trôi nổi trên đoạn sông trong khu vực. Dòng nước lũ cuốn theo bùn đất còn làm nứt các bức tường của tòa thị chính. Gần 3.000 ngôi nhà đã bị phá hủy và hơn 11.000 căn khác bị hư hại. Tính riêng tại Ormoc, các quan chức xác nhận có 4.922 người thiệt mạng và từ 1.857 đến 3.000 người khác mất tích. Phần lớn số người mất tích này rất có thể đã bị lũ cuốn ra biển và được xem như đã chết. Hai ngày sau cơn bão, đã phát hiện ra vài thi thể trong số đó được sóng đẩy trở lại bờ. Bên cạnh đó còn có 3.020 người bị thương. Các quan chức tuyên bố rằng số người chết có thể lên tới hàng chục ngàn nếu lũ xảy ra ban đêm thay vì giữa trưa như trên thực tế.

## Hậu bão
Thống đốc tỉnh Cebu Lito Osmena
Ban đầu, phải mất đến hơn 24 giờ để tin tức về thảm họa đến được với các quan chức chính phủ tại Manila, do phần lớn hệ thống thông tin liên lạc trên khắp Leyte bị phá hủy. Đến ngày 7 tháng 11, các chiến dịch tìm kiếm cứu nạn bắt đầu được tiến hành tại Leyte và Negros Occidental. Những lô hàng cứu trợ đầu tiên bao gồm khẩu phần lương thực, gạo, cá mòi và quần áo cũ đã được chuyển đến từ Cebu trong cùng ngày. Vào ngày 8 tháng 11, Tổng thống Philippines khi đó là Corazon Aquino tuyên bố toàn bộ Leyte là vùng thiên tai. Tại Ormoc, những nỗ lực cứu trợ đã bị cản trở bởi việc thiếu nhiên liệu và những tuyến đường thông suốt. Theo những báo cáo từ trạm radio không chuyên cho biết một chiếc AC-130 đã có thể tiếp đất tại một sân bay địa phương, nhưng những nguyên vật liệu sau đó phải được vận chuyển tiếp bằng trực thăng do các con đường bị phong tỏa. Ngoài ra hoạt động cứu trợ còn bị cản trở bởi những cơn mưa tiếp diễn và địa hình ghồ ghề của vùng chịu tác động. Đến ngày 11 tháng 11, đã có xấp xỉ 8.300 hộ gia đình đã được giải cứu và 7521 hộ khác được di tản khỏi những khu vực bị ảnh hưởng.
| Xếp hạng | Bão                       | Năm    | Số người chết |
| --- | ------------------------- | ------ | ------------- |
| 1 | Bão Tháng 9 1881\|\| 1881 | 20.000 |               |
| 2 | Haiyan (Yolanda)          | 2013   | 6.300         |
| 3 | Thelma (Uring)            | 1991   | 5.100         |
| 4 | Bopha (Pablo)             | 2012   | 1.901         |
| 5 | "Bão Angela"              | 1867   | 1.800         |
| 6 | Bão Tháng 10 1897         | 1897   | 1.500         |
| 7 | Ike (Nitang)              | 1984   | 1.363         |
| 8 | Washi (Sendong)           | 2011   | 1.268         |
| 9 | Trix                      | 1952   | 995           |
| 10 | Amy                       | 1951   | 991           |
| Nguồn 1. Philippine Storm Surge History by Project NOAH of PAGASA. 2. Deadliest typhoons in the Philippines article published by ABS-CBN News on November 8, 2013. 3. Worst Typhoons in the Philippines according to Typhoon 2000. 4. NDRRMC Updates re Effects of TY YOLANDA (HAIYAN) by the NDRRMC on April 15, 2014. 5. Historical deadly typhoons in the Philippines journal published in July 2008 by Pedro Ribera, Ricardo Garcia-Herrera and Luis Gimeno. |                           |        |               |
| x t s |                           |        |               |

Những trung tâm phân phối nguồn cung được thiết lập tại Ormoc, đem đến cho người dân thực phẩm, nước uống, nguyên vật liệu trong ngày 11. Tại những trung tâm này mỗi người dân được cung cấp một hộp cá mòi và 1 kg gạo. Các trung tâm chỉ có thể hoạt động vào ban ngày do thiếu nhiên liệu và phương tiện vận chuyển. Nước sạch từ Cebu được cung ứng với lượng hạn chế. Các đội y tế và vệ sinh môi trường đã được triển khai trên toàn tỉnh, nhiều nhân viên trong số đó đến từ các địa bàn lân cận. Người dân đã đi tìm gỗ từ những thân cây trong đống rác vật thể bị lũ cuốn để tạo nên những chiếc quan tài tạm, trong khi những người khác xếp chồng các thi thể lên nhau trên những chiếc xe cút kít hoặc xe tải. Các quan chức thì gặp khó khăn trong việc làm thế nào để đối phó với số thương vong quá lớn khi mà các thi thể đang nằm la liệt khắp vùng Ormoc. Nhiều thi thể đã được tìm thấy tại vùng ven biển các barangay Linao, Camp Downes, và Bantigue cũng như tại bến tàu Ormoc. Để phòng chống dịch bệnh lây lan, các hố chôn tập thể được dựng lên, và 700 xác chết đã được chôn trong ngày mùng 8. Xe tải tự đổ được sử dụng để chuyển các xác chết đến những hố chôn một cách nhanh nhất. Khi các xác chết bước vào giai đoạn phân hủy, người dân đã than phiền rằng "mùi hôi thối là không thể chịu đựng nổi". Thậm chí vài tháng sau cơn bão, đôi khi vẫn còn thi thể được phát hiện, một số được tìm thấy trong những hệ thống thoát nước. Đến ngày 10 tháng 11, bốn tàu hải quân đã tìm thấy 16 thi thể dưới những vùng nước nông gần Ormoc. Cuối cùng vào ngày 12, các tuyến đường xung quanh thành phố đã được khơi thông, dù vậy điện vẫn chưa được nối lại. Với sự triển khai của các đội ngũ y tế đến từ Nhật Bản, các bệnh viện trong vùng đã có thể quay trở về hoạt động với đầy đủ công suất. Cho đến ngày 22, điện và nước đã được phục hồi tương ứng lần lượt là 70 và 60%. Giai đoạn cứu trợ khẩn cấp kết thúc vào ngày 29 tháng 11 và công việc điều phối khắc phục thiên tai được giao lại cho Philippines. Tại thời điểm đó, giá trị các khoản viện trợ quốc gia cho Ormoc đã đạt 1,1 triệu USD, và hơn nửa trong số đó đến từ khoản trợ cấp của Tổng thống.
Vào ngày 7 tháng 11, mặc dù không có lời kêu gọi viện trợ quốc tế chính thức, chính phủ các nước Pháp và Mỹ vẫn đã cung cấp các khoản hỗ trợ lần lượt 34.783 và 25.000 USD. Ngày hôm sau, Philippines đã yêu cầu được cung cấp thực phẩm, nước sạch, thuốc men, nhu yếu phẩm, và máy móc hạng nặng. Một đội ngũ nhân viên đến từ Tổ chức Cứu trợ Thiên tai Quốc gia Hoa Kỳ, chuyên về hoạt động phối hợp cứu trợ và lũ lụt cũng đã được gửi đến. Hội Chữ thập Đỏ đã kêu gọi một khoản tiền quyên góp trị giá 418.000 USD nhằm hỗ trợ cho 15.000 hộ gia đình trong vòng một tháng. Một khoản tiền mặt trợ cấp trị giá 17.300 USD cũng được gửi đến từ Vương quốc Anh trong ngày 8 tháng 11. Hai chiếc AC-130 của Lực lượng Không quân Hoa Kỳ đã khởi hành từ Căn cứ Hải quân vịnh Subic đến Cebu mang theo những bữa ăn sẵn sàng có thể dùng ngay lập tức. Đến ngày 12 trị giá các khoản hỗ trợ quốc tế đạt con số 2,5 triệu USD, với việc các nước Hà Lan, Nhật Bản, Australia lần lượt gửi tới 1,05 triệu; 1 triệu, và 188.000 USD. Ngoài ra Mỹ còn cung cấp thêm 55.000 gói khẩu phần thức ăn. Hai ngày sau tổng trị giá các khoản hỗ trợ quốc tế tăng lên gần gấp đôi với những sự trợ giúp đến từ Chương trình Phát triển Liên hiệp quốc, Chương trình Lương thực Thế giới, Tổ chức Tầm nhìn Thế giới, tổ chức Bác sĩ Không Biên giới, Charitas, cùng hàng loạt chi nhánh của Hội Chữ thập Đỏ, và chính phủ các nước Canada và New Zealand. Cuối cùng, con số này lên tới xấp xỉ 5,8 triệu USD, trong đó đến từ 13 quốc gia, Liên hiệp quốc, Hội Chữ thập Đỏ, và các tổ chức phi chính phủ khác.
Isle Verde, nơi đã có xấp xỉ 2.300 người thiệt mạng, được chính phủ tuyên bố là địa điểm không thể cư trú. Tuy nhiên những người dân vẫn quay trở về khu vực này vì họ cần một mảnh đất để sinh sống. Cuối cùng các tấm biển cảnh báo người dân không được ở lại trên hòn đảo nhỏ này đã bị dỡ xuống và người dân không còn bị cảnh báo cấm sống ở đây. Một cộng đồng tái định cư được dựng nên vài tháng sau, với kế hoạch xây 912 ngôi nhà cho 2.668 hộ gia đình cần phải di dời khỏi khu vực. Những người không được chuyển đi đã ở lại Isle Verde bất chấp lệnh của chính phủ. Một dự án tái định cư khác dành cho 700 hộ gia đình cũng được lên kế hoạch với khoản kinh phí 1 triệu USD.
Quy mô không giới hạn của trận lũ tại vùng lưu vực Anilao–Malbasag khiến khu vực này trở nên dễ tổn thương hơn trong tương lai bởi các trận lũ khác. Các sườn đồi trở nên bất ổn hơn và các con sông bị tắc nghẽn bởi các mảnh vụn, làm mực nước sông dâng cao và vươn rộng ra hai bên bờ. Một đánh giá sau thảm họa vào tháng 10 năm 1992 đã nêu ra rằng sự hợp tác nhanh chóng của tất cả các cơ quan từ địa phương tới chính phủ là cần thiết để đề phòng những thảm kịch tương tự xảy ra trong tương lai. Điều này thúc giục những người dân còn sống dọc theo hai bên bờ sông di dời đến nơi ở khác; tuy nhiên, do báo cáo này được thực hiện sau gần một năm, khu vực này đã sắp sửa trở nên đông đúc trở lại. Một cách thức được nêu ra để phòng ngừa đó là nạo vét hai con sông và có thể là thay thế các kênh. Vài phương án khác cũng được đưa ra nhằm phục hồi cảnh quan lưu vực đầu nguồn như: tái trổng rừng, canh tác nông nghiệp và thiết kế lại cách trồng rừng nhằm làm thế nào để giữ nước mưa tốt hơn. Cải tạo dài hạn vùng lưu vực được xem là cần thiết để hỗ trợ cho công cuộc sửa chữa, tái thiết cơ sở hạ tầng tại Ormoc.
Vào năm 1993, theo một lời mời của chính phủ Philippines, Cơ quan Hợp tác Quốc tế Nhật Bản đã tiến hành các công việc như nghiên cứu vấn đề kiểm soát lũ cho Ormoc và các thành phố khác trên toàn quốc. Vào năm 1998, một dự án thi công nhằm giảm thiểu lũ lụt với khoản kinh phí trị giá 800 triệu peso (20,6 triệu USD) được phê duyệt và sau đó hoàn thành vào năm 2001. Trong năm 2001, áp thấp nhiệt đới Auring đã gây lũ lụt ở một cấp độ tương tự như Thelma; tuy nhiên dòng nước đã được chuyển hướng ra biển một cách hợp lý. Một tác phẩm điêu khắc và tượng đài tưởng nhớ các nạn nhân được thiết kế lần lượt bởi kiến trúc sư Maribeth Ebcas và nghệ sĩ Florence Cinco, có tên "Quà tặng Cuộc sống" đã được dựng nên trên một diện tích 1,3 km² (0,8 mi2). Công trình này vừa để nhắc nhở con người cần phải tôn trọng thiên nhiên và cũng là một thông điệp của sự hy vọng gửi đến người dân Ormoc.
Với thảm họa nhân mạng tồi tệ mà cơn bão gây ra, cái tên Uring đã bị khai tử và thay thế bằng Ulding. Bên cạnh đó tên quốc tế Thelma cũng bị khai tử và thay thế bằng Teresa.